# Square Deal
Le Square Deal est un programme lancé par le président Theodore Roosevelt composé de trois idées de base : conservation des ressources naturelles, contrôle des corporations, et protection du consommateur. Ces trois demandes sont souvent appelées les « trois C » (three C's) du Square Deal de Roosevelt. Ainsi, le programme vise à aider les classes moyennes et à s'attaquer à la ploutocratie et aux trusts.